# كنيسة العذراء والملاك ميخائيل
كنيسة العذراء والملاك ميخائيل هو الاسم الفعلي للكنيسة ولكنها تشتهر بكاتدرائية العذراء والملاك، فالكنيسة كانت تابعة للكاثوليك اللاتينيين ولكنها أصبحت تابعة للأقباط الأرثوذكس وهم المسئولون عنها الآن ويصلون بها.
وقد بدأت أعمال البناء فيها في 7 من ديسمبر عام 1934 وافتتحت في 17 من يناير من عام 1937.

## الفكرة والبناء
في يوم 8 من ديسمبر 1930 في ذكرى إحدى الأعياد الكاثوليكية، وبناء على أوامر البابا بيوس الحادي عشر ألقى رئيس الاساقفة المطران “هيرال” خطاب ديني بخصوص بناء كاتدرائية للسيدة العذراء في مدخل قناة السويس في مدينة بورسعيد هذه المدينة التي كان يسميها البابا بي الحادي عشر بوابة العالم، لأنها ملتقى طرق ملاحية عديدة.
وقام بعمل الرسم الهندسى للكنيسة المهندس الفرنسى “جان هولوه” الحائز على الجائزة الأولى في المعمار من روما لبناء مقر ايبارشية في باريس وبازليك “القلب المقدس” في مون مارتر في فرنسا، بدأت أعمال البناء يوم 7 ديسمبر 1934, وتم افتتاحها في احتفال بهيج يوم 13يناير 1937, وقام بالمراسم الكاردينال دوجتى ورئيس الاساقفة المطران هيرال و17من المطارنة وعدد كبير من القساوسة وذلك امام حشد من المصليين يشمل أكثر من خمسين جنسية مختلفة.

## جسم الكنيسة
الكاتدرائية مقسمة إلى ثلاثة أقسام منفصلة عن بعضها بأعمدة طويلة مثمنة الزوايا ومتوجه بتيجان ترمز إلى أسماء السيدة العذراء على هذه الاعمدة يقام السقف الذي يكمن جماله في هرمونية بناءه حيث تتميز الكنيسة بانها على شكل سفينة نوح رمز للخلاص من العالم، والكنيسة من الخارج بها 6 منارات صغيرة ومنارة واحدة كبيرة ومكتوب على سقف ومنارة واحدة كبيرة ومكتوب على سقف الكنيسة من الخارج من الجانبيين AVE MARIA والتي تعنى نحيا مريم.

## برج الاجراس
شيد امام مكان فسيح مملوء بالنخيل وعلى مقربة من مياه البحر الواسعة من ناحية وفي نهاية الاماكن الصحراوية من ناحية أخرى، هذا البرج الجميل والتحفة المعمارية الرشيقة الذي يشاهده المسافر عن بعد مرتفع عاليا في سماء مدينة بورسعيد ويعتبر رمزا لسلامة الطريق في هذه الأرض التي داست عليها باقدامها العائلة المقدسة، البرج محمل على أربعة قواعد ضخمة مجهز ليوضع فوقه تمثال السيدة العذراء مريم ولم يوضع لارتفاع المنارة وعكس نور الفنار القديم ببورسعيد وبه 6 اجراس تم تركيبها يوم 6 فبراير 1938 لكل جرس نغمة معينة كانت تدق عند عيد معين للسيدة العذراء مريم.

## الهيكل اللاتيني

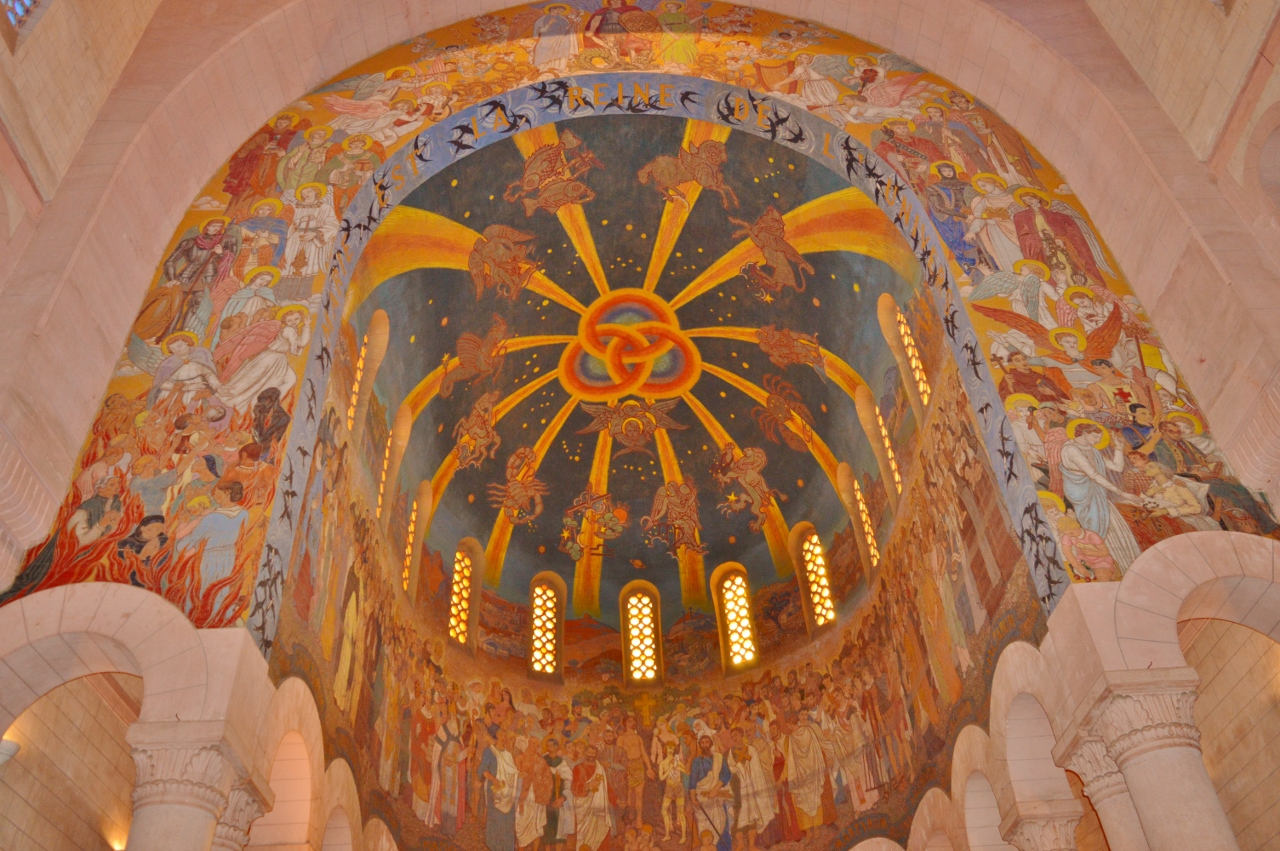
الهيكل اللاتيني

هذا الهيكل الرئيسى أراد المطران هيرال ان يظهر في هذا الجدار مدى عالمية العذراءفقامت السيدة سوزان فريمون والحائزة على درجة فارس بدرجة الشرف برسم دقيق لقبة الهيكل والذي يحتوى في المركز علي على المركز ثلاث دوائر ترمز للثالوث القدوس: الله الخالق، الله الفادى، الله المعزى يخرج منها 12 شعاع على برج فلكى يدل على نوعية من البشر
القوس من الخارج يبين عالم الملائكة ففى الوسط الملاك ميخائيل وهو يسحق الشيطان وعلى الجانبين الملاك غبريال ملاك البشارة والملاك روفائيل قائد الارواح، اسفل القوس توجد عصافير تحيط باجنحتها جملة كتبت بحروف من ذهب “مريم ملكة الكون”
هذا الرسم العميق منقوش على قبة مثبته على 12عمود تربط بينهما شبكة من الحديد المشغول على شكل تاج يحيط الهيكل ويكون هذا السور مع حيطان الكنيسة المستديرة ممر يسمح بالوصول إلى تمثال العذراء مريم.

## تمثال العذراء مريم

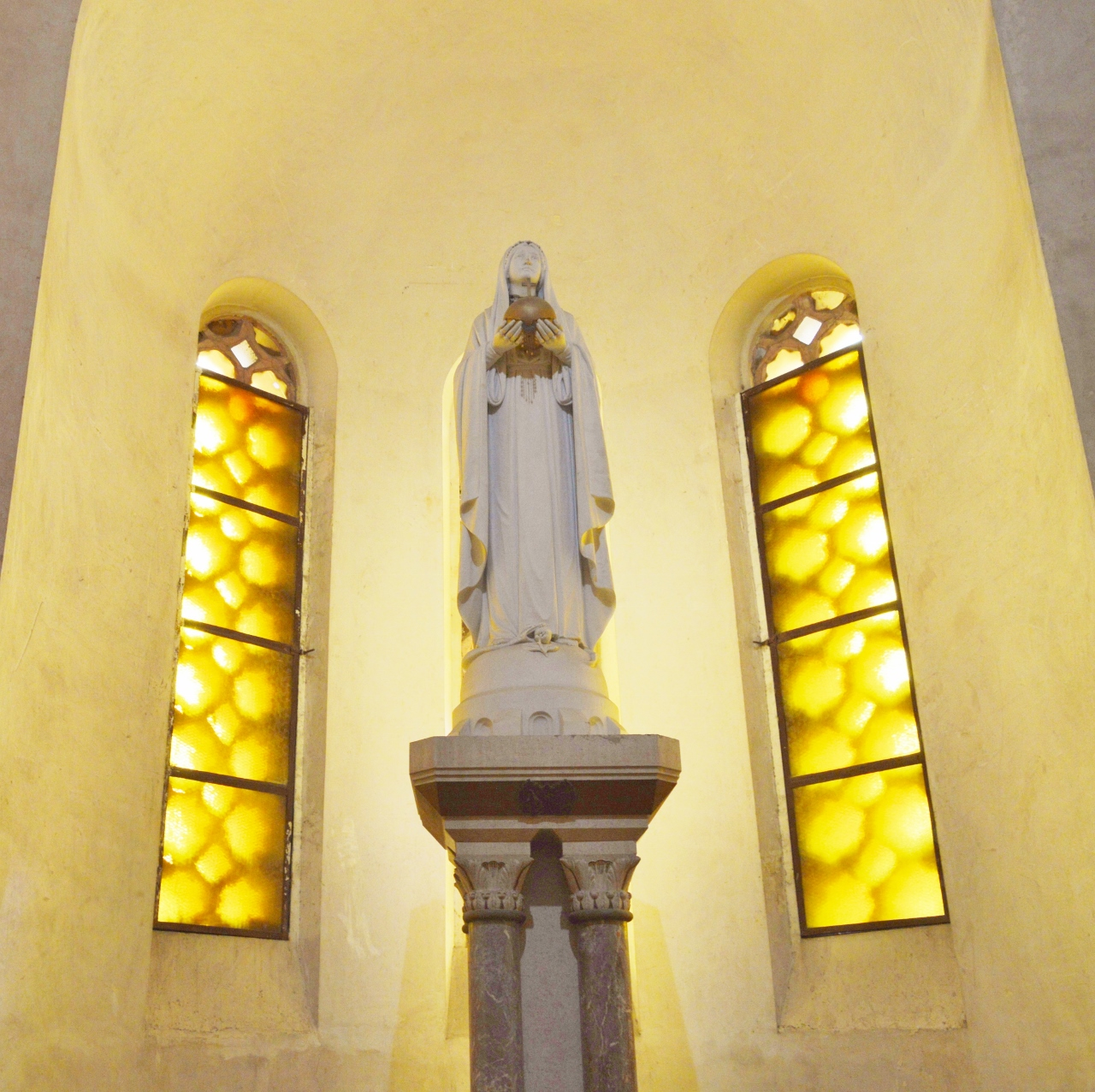
تمثال السيدة العذراء مريم من الرخام الأبيض

يرتفع خلف الهيكل على قاعدة جميلة تمثال الرخام الأبيض للسيدة العذراء مريم، ويتميز هذا التمثال بأنالوجه يشع روح السماحة والجمال الالهى العذرى والشعر مغطى بغطاء رأس مربوط على الطريقة التقليدية البسيطة وعينيها مرفوعة إلى السماء وتلبس قلادة الملكة وخاتم في كل صابع وقدميها تسحق رأس الحية، وتحمل بين يديها الكرة الارضية التي يعلوها الصليب، وقد انجز هذا التمثال في بروكسل وباركه النائب الاسقفى الرسولى يوم عيد القيامة الموافق 21ابريل 1935.
وعلى جانبى الممر يوجد تمثالان لقديستان راكعتان الأول على اليمين للقديسة كاترين لابورية والآخرعلى اليسار للقديسة برناديت.

## جدارن الكنيسة
تحتوى على 14 صليب، كل منهم مرسوم عليه صورة تحكى ضرب الصليب حتى دفن السيد المسيح وتحت كل صليب يوجد مكان لوضع شمعة وتحته صليب أحمر ثم تم تدشينه وقت الافتتاح وبين النوافذ صور لأماكن مرت بها السيدة العذراء مريم في حياتها.
كما هناك صورة تضم مئتين وخمسة شخصية من القديسين من العهدين القديم والجديد ومع كل شخصية رمز يميزها ومن أبرزهم ادمو حواء، هابيل، نوح، يوسف، موسى وهارون، داود، ايليا، واطفال بيت لحم وغيرهم من القديسين.

## صليب السيد المسيح

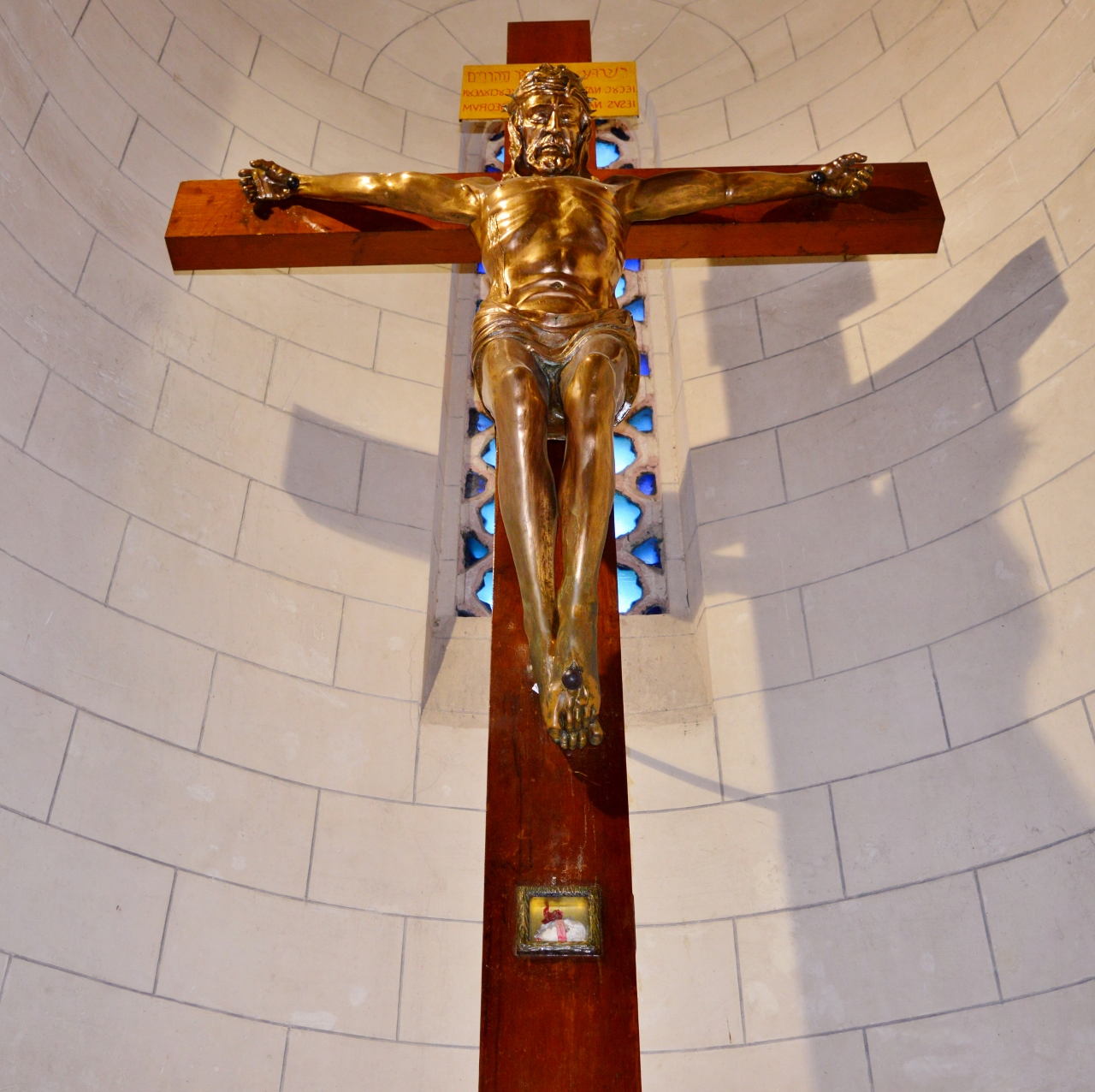
صليب من النحاس بالحجم الطبيعي بنفس أماكن دق المسامير وبنفس مقاسات الجسم المرفوعة من الكفن المقدس من صنع الفنان بييرليسكار

من مقتنيات الكنيسة صليب عليه تمثال السيد المسيح من النحاس بالحجم الطبيعى صنعه الفنان بييرليسكار وهو من أكبر فنانين النحت العالميين، ووضع في الكاتدرائية يوم الاحد الموافق 1 فبراير 1948 تنفيذا لنذر الاسقف “انج مارى ايرال” الذي نذر ان يضعه في حالة انتصار الحلفاء في الحرب العالمية الثانية وعلى الصليب لافته مكتوب عليها هذا هو ملك اليهود بالثلاث لغات: اليونانية والرومانية والعبرية.

## حجر الجلجثة
قدم قام رئيس دير الفرينسيسكان بالأرض المقدسة باهداء الاسقف بناء على طلبة قطعة من صخرة الجلجثة وهو الجبل الذي ثبت بين صخوره الصليب لكى توضع بأسفل الصليب المقدس في صندوق زجاجى متقن الصنع.

## الأنبل (مكان الوعظ)
بنى انبل الكاتدرال في عام 1947 حيث كان المطران يقف يلقى بالعظة على الشعب منه ويعلو الانبل رسم موزيكو به حمامة يخرج منها اشعة دليل على حلول الروح القدس اثناء الوعظة وتحمل خبز لان السيد المسيح قال: انا هو الخبز الحى أي ان كلام الله روح وحياة.

## خشب الصليب المقدس

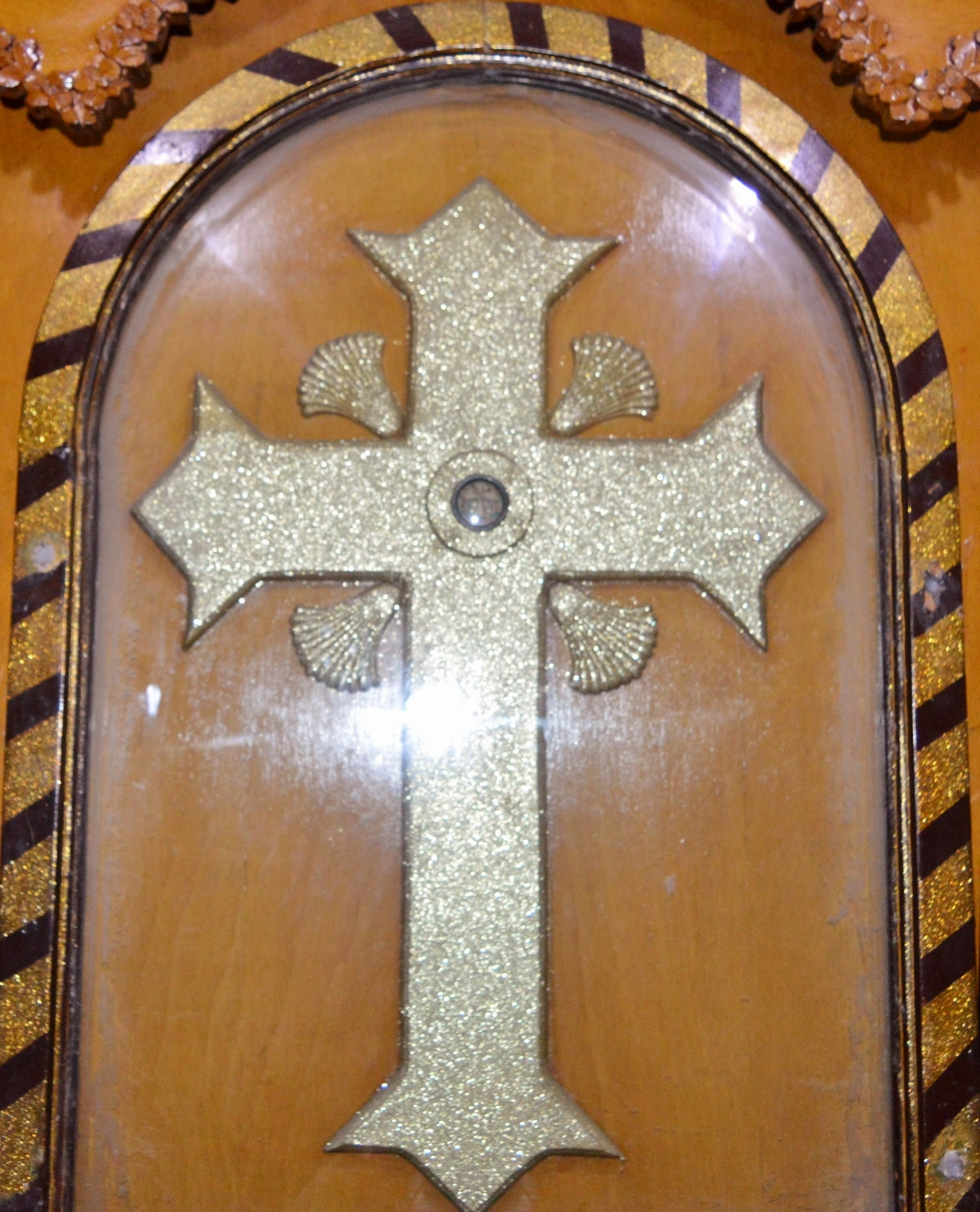
جزء من خشب الصليب المقدس

من أهم ما تحتويه الكنيسة جزء من خشب الصليب المقدس، بالإضافة إلى رفات للقديسين المعروفين على مستوي العالم ومنهم القديس توما الرسول، بالإضافة إلى أيقونات للقديسين الأقباط.

## المذبح الرئيسي
في وسط هيكل الكنيسة نشاهد المذبح الحجرى الجميل المصنوع في بلجيكا وعليه صليب وشمعدانات من صنع مؤسسة سافون في بورسعيد في ذاك الوقت وباب بيت القربان المصنوع من الخزف وعليه رسم للعذراء والطفل يسوع وهو تصميم “هانز مملينج “.
كما يوجد بجوار الهيكل الرئيسى هيكل على اليمين به مذبح عليه تمثال يوسف النجار وآخر على اليساربه تمثال للسيد المسيح له المجد.
ويوجد أيضا على جانبى الكنيسة 6 مذابح وكان يوجد على كل مذبح تمثال لقديس ويتميز المذبح بنقوش ورسومات لفضيلة لها علاقة بالقديس وبجواره صندوق للعطاء مكتوب عليها اسم القديس.

## بنديرة السيدة العذراء

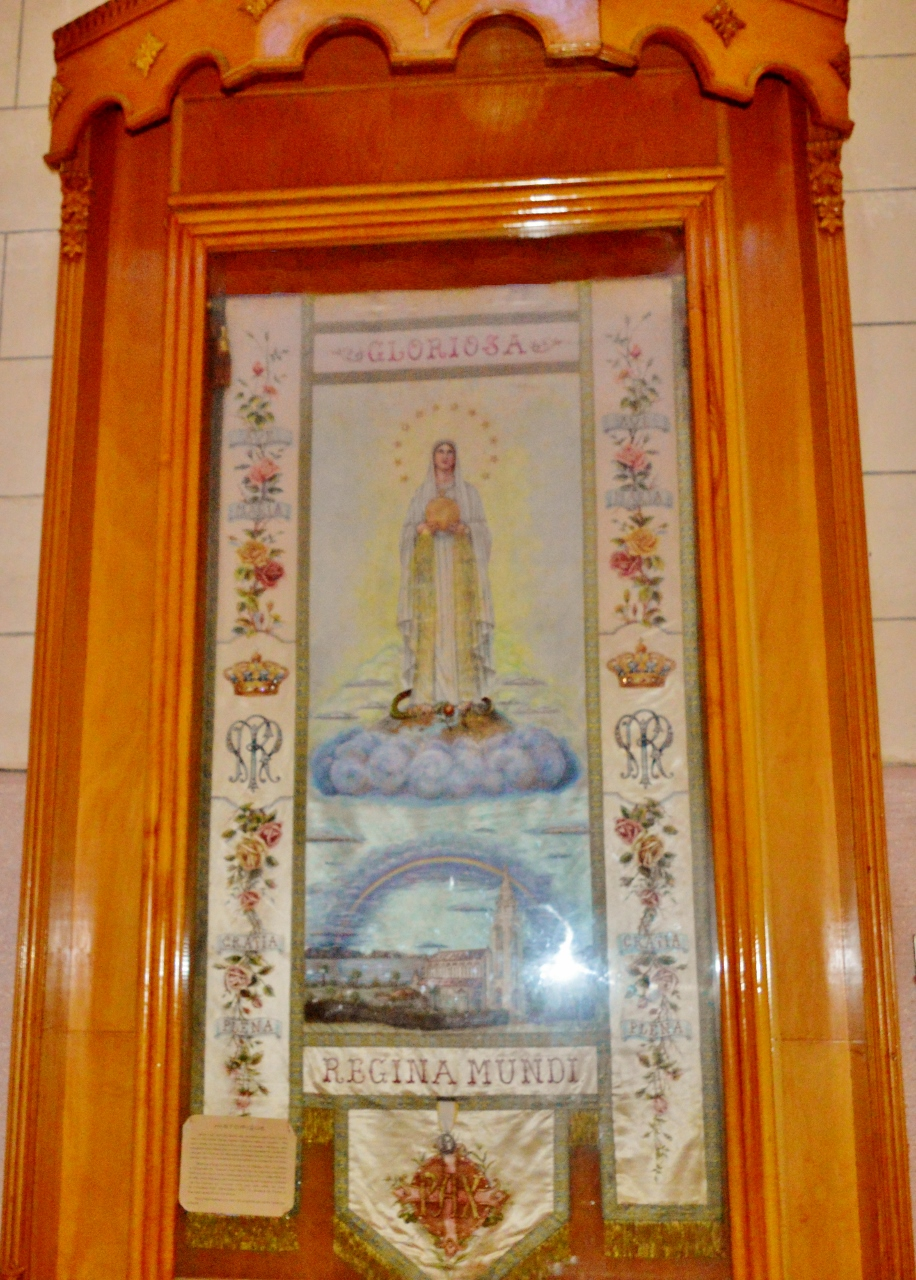
البونديرة وهي عبارة عن علم كبير قام بصنعه راهبات دير هوبوردان في فرنسا وأرسلوها إلى الكاتدرائية ببورسعيد

قام بصنعها راهبات دير هوبوردان في فرنسا وأرسلوها إلى الكاتدرائية ببورسعيد وبعد مباركتها على المذبح سلمت للمرشد الدينى لسفينة جان دراك الفرنسية لتطوف حول العالم وانزلت في فرنسا اثناء الحرب العالمية الثانية ثم اعيدت إلى الكاتدرائية في أكتوبر 1947 بعد غياب 10سنوات.

## الكنيسة الأرثوذكسية
وقد قام الانبا تادرس أسقف بورسعيد بتأسيس كنيسة صغيرة جميلة دعاها باسم رئيس الملائكة ميخائيل واعطاها طابع الكنائس القبطية القديمة التي لم تزل توجد بالأديرة، وصنع لها حامل ايقونات مطعما ومزينا مع جوانب الكنيسة بروائع الايقونات وقد جاء نيافته بأجزاء من رفات شهداء الفيوم التي تم اكتشافها منذ سنوات ووضعت هذه الذخائر المقدسة في انبوبة في مقصورة رائعة.
وبفضل صلوات صاحب النيافة الحبر الجليل الانبا تادرس أصبح للعذراء القديسة مذبح قبطى ارثوذكسى داخل هذه الكاتدرائية، وتم تأسيس مذبحين الأول على اسم السيدة العذراء مريم والثانى على أسم الانبا ارسانيوس والانبا ابرآم في الهيكل البحرى وأقيم أول قداس الهي في الكاتدرائية يوم عيد دخول السيد المسيح إلى الهيكل في 15 فبراير1987.
ومن مقتنيات الكنيسة الأرثوذكسية التي قد احضرها الانبا تادرس اجزاء من رفات القديس توما الرسول وايضا رفات القديس تيموثوس الرسول وقد وضع كل منها في انبوبة جميلة داخل مقصورة بديعة الصنع وقد صار من ذخائر الكاتدرائية الثمينة وفي عيدهما تقام النهضات الروحية ويتم تطيب الرفات في احتفالات كبيرة.

## شاهد
فيديو للكنيسة على يوتيوب